# A22 (Frankrike)

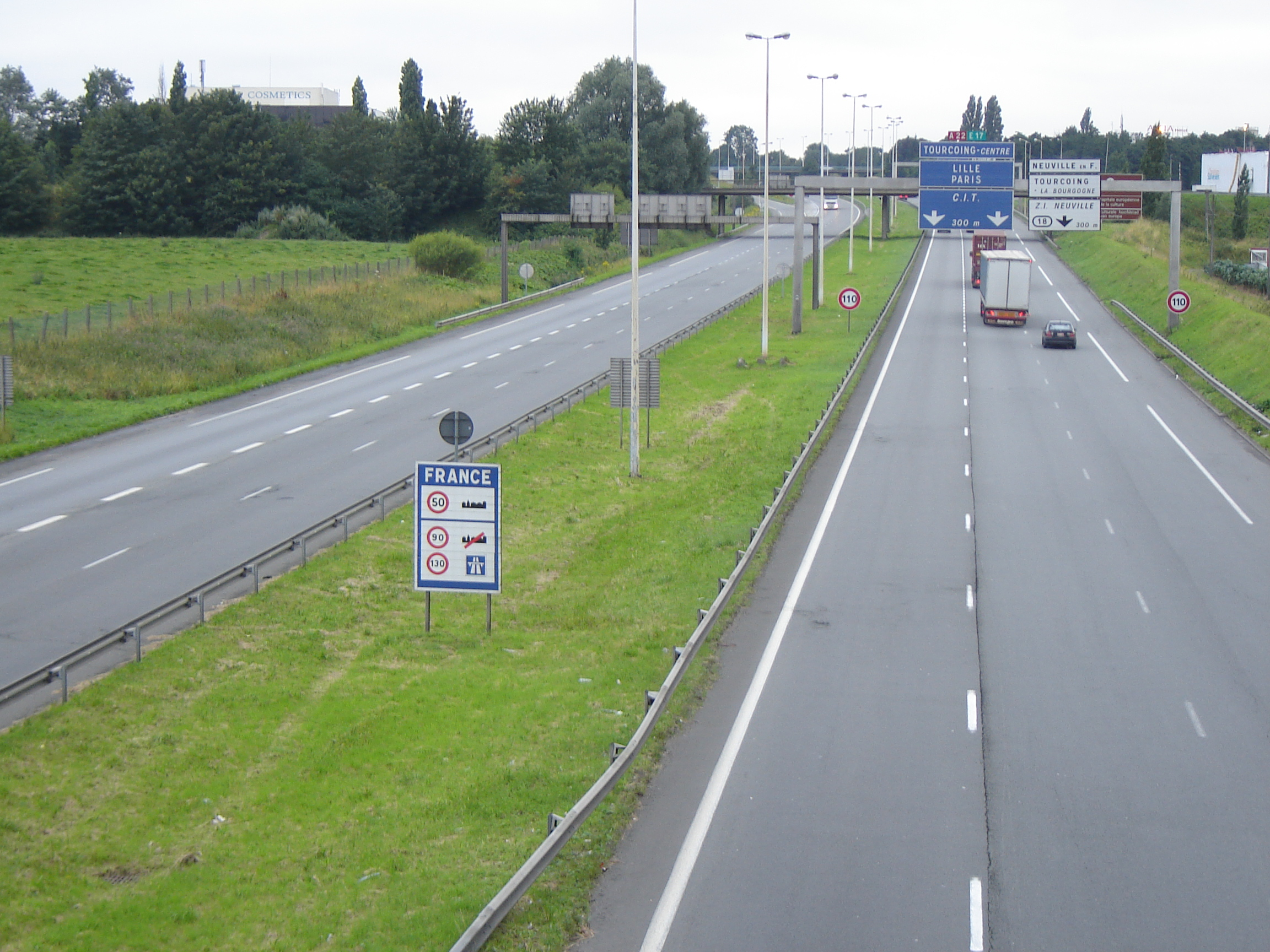
A22 vid den belgiska gränsen.

A22 är den franska delen av motorvägen Lille-Gent-Antwerpen. På den belgiska sidan av gränsen heter motorvägen A14; hela sträckan ingår i E17.